# 障害者基本法
障害者基本法（しょうがいしゃきほんほう、英語: Basic Act for Persons with Disabilities、昭和45年5月21日法律第84号）は、障害者の自立および社会参加の支援等のための施策に関し、基本的理念を定め、および国、地方公共団体等の責務を明らかにするとともに、障害者の自立および社会参加の支援等のための施策の基本となる事項を定めること等により、障害者の自立および社会参加の支援等のための施策を総合的かつ計画的に推進し、もって障害者の福祉を増進することに関する日本の法律である。
計画の策定または変更に当たって調査審議や意見具申を行うにあたっては、障害者政策委員会が関与する。

## 主務官庁
主所管
- 障害者政策委員会 - 事務局は内閣府共生社会政策担当統括官職。

副所管
- 厚生労働省社会・援護局障害保健福祉部企画課

連携
- 厚生労働省労働基準局労働条件政策課
- 文部科学省初等中等教育局特別支援教育課

## 障害者基本計画
この法律の第9条の規定に基づき、政府、都道府県、市町村において障害者の状況を踏まえ基本的な計画（障害者基本計画）を策定しなければならない。

## 法律構成
- 第一章　総則（第1条―第13条）
- 第二章　障害者の自立及び社会参加の支援等のための基本的施策（第14条―第30条）
- 第三章　障害の原因となる傷病の予防に関する基本的施策（第31条）
- 第四章　障害者政策委員会等（第32条―第36条）
- 附則

## 平成16年改正
2004年（平成16年）6月4日、障害者基本法の一部を改正する法律が公布・一部施行され、法律の目的、障害者の定義、基本的理念など、大幅に改正された。本改正によって、3条3項として「何人も、障害者に対して、障害を理由として、差別することその他の権利利益を侵害する行為をしてはならない」ことが追加された。
以下のうち太字は、2004年改正箇所。なお、改正2条の施行は2005年4月1日、改正3条の施行は2007年4月1日。
第1条 この法律は、障害者の自立及び社会参加の支援等のための施策に関し、基本的理念を定め、及び国、地方公共団体等の責務を明らかにするとともに、障害者の自立及び社会参加の支援等のための施策の基本となる事項を定めること等により、障害者の自立及び社会参加の支援等のための施策を総合的かつ計画的に推進し、もつて障害者の福祉を促進することを目的とする。
第2条 この法律において「障害者」とは、身体障害、知的障害又は精神障害（以下「障害」と総称する。）があるため、継続的に日常生活又は社会生活に相当な制限を受ける者をいう。
第3条 すべて障害者は、個人の尊厳が重んぜられ、その尊厳にふさわしい生活を保障される権利を有する。
第3条2項 すべて障害者は、社会を構成する一員として社会、経済、文化その他あらゆる分野の活動に参加する機会を与えられる。

## 平成23年改正
2006年12月に、国際連合総会で採択された障害者権利条約の批准に向け、国内法整備の一環として改正。2011年（平成23年）8月5日、障害者基本法の一部を改正する法律が公布・施行された。障害者政策委員会等については、2012年5月21日に施行された。
大きな特徴としては、障害者の定義の拡大と、合理的配慮概念の導入を指摘することができる。
- 前者については、第2条が「身体障害、知的障害、精神障害（発達障害を含む。）その他の心身の機能の障害（以下「障害」と総称する。）がある者であつて、障害及び社会的障壁により継続的に日常生活又は社会生活に相当な制限を受ける状態にあるものをいう。」これは、従来の障害者の捉え方が心身の機能的損傷という「障害者の医学モデル」を重視していたのに対し、実際の社会的障壁から障害状態の判断をするという「障害者の社会モデル」へ見解を転換したためである。障害者権利条約の批准を目的として、大きく変更した点である。
- 後者については、第4条2項にて「社会的障壁の除去は、それを必要としている障害者が現に存し、かつ、その実施に伴う負担が過重でないときは、それを怠ることによつて前項の規定に違反することとならないよう、その実施について必要かつ合理的な配慮がされなければならない。」とした。これを受け障害者差別解消法の中でも、この合理的配慮の実施を日本国政府や地方公共団体、独立行政法人、特殊法人については義務、また一般事業者については努力義務を課している。